# 自發參量下轉換

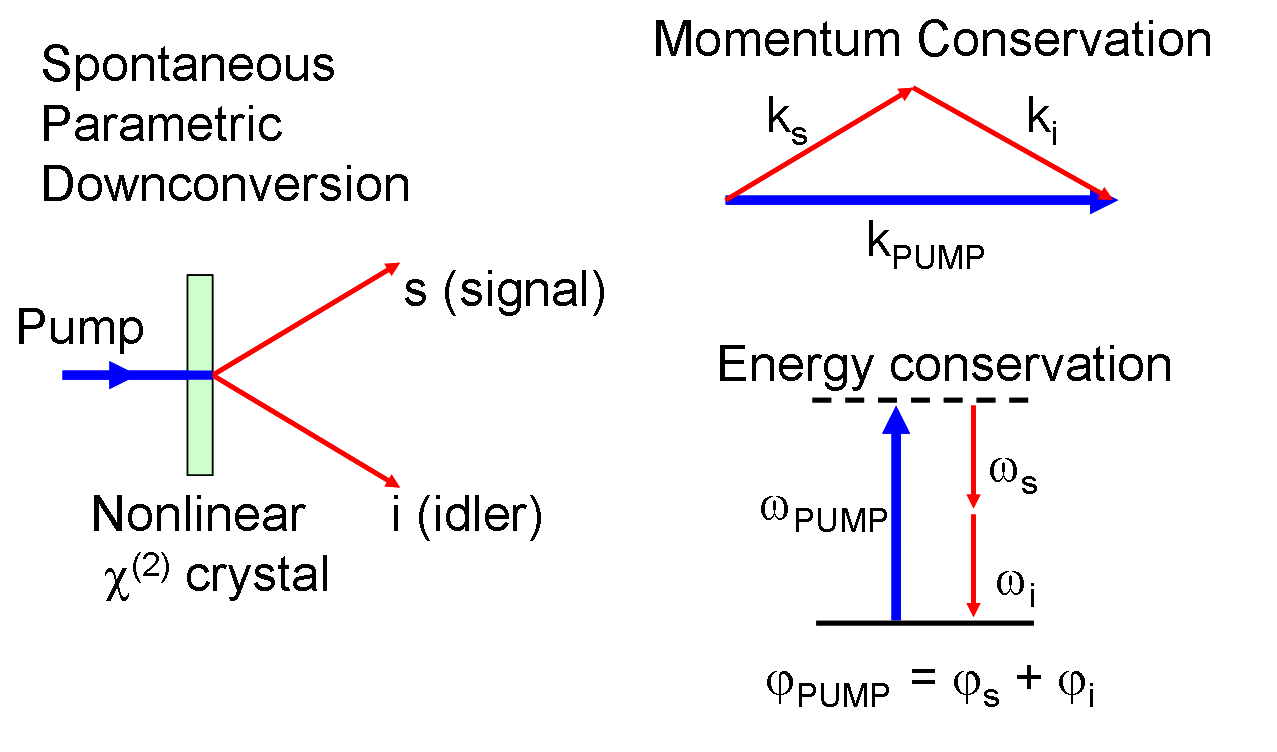
自發參量下轉換所製成的光子對必須遵守能量守恆定律與動量守恆定律。

在量子光學裡，自發參量下轉換（英文：Spontaneous Parametric Down-Conversion，縮寫：SPDC）是一種很重要的技術，可以用來製備單獨光子或彼此之間量子糾纏的光子對。
早在1970年，大衛·伯納姆（David Burnham）與唐納德·溫伯格（Donald Weinberg）就已對於自發參量下轉換給出詳細科學描述。卡羅爾·艾利與史硯華首先用自發參量下轉換機制製造出糾纏態。鲁巴·戈什（Ruba Ghosh）與倫納德·曼德爾最早做自發參量下轉換實驗獲得雙粒子干涉條紋。

## 基本程序
有一種非線性晶體可以用來將光子分裂成一個光子對，原本的光子稱為「泵浦光子」，光子對裏的兩個光子分別任意稱為「信號光子」、「閒置光子」。按照能量守恆定律與動量守恆定律，光子對的總能量與總動量等於泵浦光子的能量與動量。從能量守恆定律可以得到
{\displaystyle \omega _{p}=\omega _{s}+\omega _{i}}；
其中，{\displaystyle \omega _{p}}、{\displaystyle \omega _{s}}、{\displaystyle \omega _{i}}分別為泵浦光子、信號光子、閒置光子的角頻率。
從動量守恆定律可以得到
{\displaystyle \mathbf {k} _{p}=\mathbf {k} _{s}+\mathbf {k} _{i}}；
其中，{\displaystyle \mathbf {k} _{p}}、{\displaystyle \mathbf {k} _{s}}、{\displaystyle \mathbf {k} _{i}}分別為泵浦光子、信號光子、閒置光子的波數向量。
這兩個關係式稱為相位匹配 條件。只有某些種類的非線性晶體能夠達到這條件，例如，偏硼酸鋇晶體或磷酸二氫鉀晶體。:214-216
假若信號光子與閒置光子的共享同樣的偏振，並且與泵浦光子相互垂直，則稱此為第一型關聯；假若信號光子與閒置光子的偏振相互垂直，則稱此為第二型關聯。相繼發射的光子對彼此之間沒有任何偏振關聯。
自發參量下轉換是由隨機的真空漲落所激發，因此光子對被生成於隨機時刻。轉換效率很低，大約每10^12個入射光子會生成一個光子對。假若儀器探測到信號光子，則閒置光子必定也存在。

## 實例
自發參量下轉換已成為現今最常用的實驗方法之一。這實驗方法的一種實現是照射激光束於偏硼酸鋇晶體，大多數光子會穿透過晶體，只有少數光子會因第二型自發參量下轉換，生成一對一對的孿生光子。這些孿生光子對的直線軌道分別包含於兩個圓錐面，如右圖所示，一個圓錐面包含水平偏振軌道，另一個圓錐面包含垂直偏振軌道，而兩個圓錐面的交集是兩條直線，軌道為這兩條直線的兩個光子可以具有水平偏振或垂直偏振，假若一個具有水平偏振，則另一個具有垂直偏振；假若一個具有垂直偏振，則另一個具有水平偏振。假若不做測量，則不能辨識到底哪個光子具有水平偏振，哪個光子具有垂直偏振，因此，這兩個偏振相互垂直的光子糾纏在一起，糾纏態為:205
{\displaystyle (|H\rangle _{1}|V\rangle _{2}+|V\rangle _{1}|H\rangle _{2})/{\sqrt {2}}}；
其中，{\displaystyle |H\rangle }是水平偏振，{\displaystyle |V\rangle }是垂直偏振。
磷酸二氫鉀晶體主要用於第一型自發參量下轉換，製成的光子對具有相同的偏振。

## 應用
自發參量下轉換可以用來製備擁有（良好的近似）單獨一個光子的光學場。直至2005年為止，這是製備單獨光子實驗使用的主要的機制。2008年，另外一種機制用電驅動半導體源被提出，其基本原理是新觀察到的半導體的雙光子發射效應。量子信息實驗、量子密碼實驗、貝爾實驗檢驗等等，時常會用到單獨光子或光子對。

## 參閱
- 隨機電磁學（英语：Stochastic electrodynamics）
- 物質創造（英语：Matter creation）

## 外部連結
- parametric fluorescence （页面存档备份，存于）